# Asterope angolensis
Asterope angolensis är en fjärilsart som beskrevs av Rothschild 1918. Asterope angolensis ingår i släktet Asterope och familjen praktfjärilar. Inga underarter finns listade i Catalogue of Life.